# Pont-de-l'Arche
Pont-de-l'Arche és un municipi francès situat al departament de l'Eure i a la regió de Normandia. L'any 2007 tenia 4.004 habitants.

## Demografia

### Població
El 2007 la població de fet de Pont-de-l'Arche era de 4.004 persones. Hi havia 1.561 famílies de les quals 442 eren unipersonals (167 homes vivint sols i 275 dones vivint soles), 439 parelles sense fills, 540 parelles amb fills i 140 famílies monoparentals amb fills.
La població ha evolucionat segons el següent gràfic:
Habitants censats

### Habitatges
El 2007 hi havia 1.724 habitatges, 1.615 eren l'habitatge principal de la família, 21 eren segones residències i 89 estaven desocupats. 1.300 eren cases i 411 eren apartaments. Dels 1.615 habitatges principals, 909 estaven ocupats pels seus propietaris, 659 estaven llogats i ocupats pels llogaters i 48 estaven cedits a títol gratuït; 74 tenien una cambra, 139 en tenien dues, 357 en tenien tres, 489 en tenien quatre i 556 en tenien cinc o més. 1.055 habitatges disposaven pel capbaix d'una plaça de pàrquing. A 756 habitatges hi havia un automòbil i a 656 n'hi havia dos o més.

### Piràmide de població
La piràmide de població per edats i sexe el 2009 era:
| Homes | Edats   | Dones |
| ----- | ------- | ----- |
| 4     | 95 o +  | 8     |
| 0     | 90 a 94 | 40    |
| 16    | 85 a 89 | 36    |
| 16    | 80 a 84 | 60    |
| 32    | 75 a 79 | 80    |
| 48    | 70 a 74 | 88    |
| 56    | 65 a 69 | 52    |
| 76    | 60 a 64 | 80    |
| 60    | 55 a 59 | 76    |
| 76    | 50 a 54 | 92    |
| 88    | 45 a 49 | 72    |
| 168   | 40 a 44 | 148   |
| 152   | 35 a 39 | 128   |
| 156   | 30 a 34 | 168   |
| 124   | 25 a 29 | 144   |
| 124   | 20 a 24 | 92    |
| 136   | 15 a 19 | 112   |
| 120   | 10 a 14 | 148   |
| 148   | 5 a 9   | 84    |
| 104   | 0 a 4   | 104   |

## Economia
El 2007 la població en edat de treballar era de 2.556 persones, 1.980 eren actives i 576 eren inactives. De les 1.980 persones actives 1.757 estaven ocupades (929 homes i 828 dones) i 222 estaven aturades (92 homes i 130 dones). De les 576 persones inactives 168 estaven jubilades, 222 estaven estudiant i 186 estaven classificades com a «altres inactius».

### Ingressos
El 2009 a Pont-de-l'Arche hi havia 1.630 unitats fiscals que integraven 4.062,5 persones, la mediana anual d'ingressos fiscals per persona era de 19.185 €.

### Activitats econòmiques
Dels 162 establiments que hi havia el 2007, 5 eren d'empreses alimentàries, 2 d'empreses de fabricació de material elèctric, 3 d'empreses de fabricació d'altres productes industrials, 15 d'empreses de construcció, 30 d'empreses de comerç i reparació d'automòbils, 5 d'empreses de transport, 16 d'empreses d'hostatgeria i restauració, 4 d'empreses d'informació i comunicació, 14 d'empreses financeres, 10 d'empreses immobiliàries, 15 d'empreses de serveis, 23 d'entitats de l'administració pública i 20 d'empreses classificades com a «altres activitats de serveis».
Dels 53 establiments de servei als particulars que hi havia el 2009, 1 era una oficina d'administració d'Hisenda pública, 1 gendarmeria, 1 oficina de correu, 6 oficines bancàries, 2 funeràries, 2 tallers de reparació d'automòbils i de material agrícola, 1 autoescola, 2 paletes, 1 guixaire pintor, 2 fusteries, 2 lampisteries, 3 electricistes, 2 empreses de construcció, 8 perruqueries, 1 veterinari, 1 agència de treball temporal, 10 restaurants, 3 agències immobiliàries, 2 tintoreries i 2 salons de bellesa.
Dels 18 establiments comercials que hi havia el 2009, 2 eren supermercats, 1 una botiga de més de 120 m², 4 fleques, 3 carnisseries, 1 una botiga de congelats, 1 una peixateria, 4 botigues de roba i 2 floristeries.
L'any 2000 a Pont-de-l'Arche hi havia 4 explotacions agrícoles.

## Equipaments sanitaris i escolars
El 2009 hi havia 1 hospital de tractaments de curta durada, 2 farmàcies i 2 ambulàncies.
El 2009 hi havia 1 escola maternal i 1 escola elemental. Pont-de-l'Arche disposava d'un col·legi d'educació secundària amb 488 alumnes.

## Poblacions més properes
El següent diagrama mostra les poblacions més properes.